# N (álbum de Anavitória)
N é o terceiro álbum de estúdio do duo brasileiro Anavitória, lançado em 29 de novembro de 2019 através da Universal. É uma regravação dos sucessos do cantor brasileiro Nando Reis, incluindo "Relicário", "Pra Você Guardei O Amor" e "All Star". O álbum não teve nenhum single lançado ou agenda de divulgação, sendo apenas um projeto em tributo à Nando, a quem o duo tinha como referência musical e a qual o nome do álbum faz referência.

## Antecedentes
Em 02 de agosto de 2017, o canal brasileiro de televisão Bis exibiu o programa Versões onde o duo interpreta os maiores sucessos de Nando Reis. Em paralelo a turnê do primeiro álbum, o duo estreou em junho de 2018 em parceria com Reis a turnê promocional intitulada Juntos, em comemoração ao mês dos namorados, que passou por cinco capitais brasileiras. Reis lançou em 14 de dezembro de 2018 uma regravação da canção "N" com a participação do duo.

## Lista de faixas
Todas as faixas escritas e compostas por Nando Reis, exceto onde especificado; todas as faixas produzidas por Ana Caetano e Tó Brandileone. 
| N.º            | Título                                           | Duração |  |
| 1.             | "Voz E Violão"                                   | 0:26    |  |
| 2.             | "Pra Você Guardei O Amor"                        | 3:48    |  |
| 3.             | "209"                                            | 0:18    |  |
| 4.             | "Relicário"                                      | 4:05    |  |
| 5.             | "As Coisas Tão Mais Lindas"                      | 3:38    |  |
| 6.             | "Dois Rios" (Lô Borges, Nando Reis, Samuel Rosa) | 3:34    |  |
| 7.             | "O Pai Da Zoé"                                   | 0:24    |  |
| 8.             | "Espatódea"                                      | 2:41    |  |
| 9.             | "Quem Vai Dizer Tchau"                           | 3:18    |  |
| 10.            | "All Star"                                       | 3:26    |  |
| 11.            | "Por Onde Andei"                                 | 3:28    |  |
| Duração total: | Duração total:                                   | 29:11   |  |

## Prêmios e indicações
| Ano  | Premiação     | Categoria                                           | Resultado | Ref.  |
| ---- | ------------- | --------------------------------------------------- | --------- | ----- |
| 2020 | Grammy Latino | Melhor Álbum Pop Contemporâneo em Língua Portuguesa | Indicado  | [ 7 ] |

## Histórico de lançamento
| País  | Data                   | Formato                      | Gravadora | Ref.  |
| ----- | ---------------------- | ---------------------------- | --------- | ----- |
| Mundo | 29 de novembro de 2019 | Download digital e streaming | Universal | [ 8 ] |